# Skřípov
Skřípov är en ort i Tjeckien.   Den ligger i regionen Olomouc, i den östra delen av landet, 180 km öster om huvudstaden Prag. Skřípov ligger 581 meter över havet och antalet invånare är 353.
Terrängen runt Skřípov är kuperad västerut, men österut är den platt. Runt Skřípov är det ganska tätbefolkat, med 86 invånare per kvadratkilometer. Närmaste större samhälle är Boskovice, 15,7 km sydväst om Skřípov. Omgivningarna runt Skřípov är en mosaik av jordbruksmark och naturlig växtlighet.